# Europawahl in Portugal 2009
- BE: 3
- CDU: 2
- PS: 7
- PSD: 8
- PP: 2

Die Europawahl in Portugal 2009 fand am 7. Juni 2009 statt. Sie wurde im Zuge der EU-weit stattfindenden Europawahl 2009 durchgeführt, wobei in Portugal 22 der 736 Sitze im Europäischen Parlament vergeben wurden. Die Wahl erfolgte nach dem Verhältniswahlrecht ohne Sperrklausel, wobei ganz Portugal als einheitlicher Wahlkreis galt.
Bei der Europawahl 2004 hatten sich die damals noch 24 portugiesischen Sitze zwischen fünf Parteien aufgeteilt, nämlich Partido Socialista (PS, 12 Sitze), Partido Social Democrata (PSD, 7 Sitze), Centro Democrático e Social – Partido Popular (CDS-PP, 2 Sitze), Coligação Democrática Unitária (CDU, 2 Sitze) und Bloco de Esquerda (BE, 1 Sitz). 2009 traten außerdem acht weitere Parteien zur Wahl an. Spitzenkandidaten der großen Parteien waren Vital Moreira (PS), Paulo Rangel (PSD), Nuno Melo (CDS-PP), Ilda Figueiredo (CDU) und Miguel Portas (BE).
In den Umfragen vor der Wahl lagen PS und PSD ungefähr gleichauf, wobei die PS meist einen leichten Vorsprung hatte. Bei den Wahlen selbst gewann dagegen die PSD recht deutlich. Die Wahlbeteiligung betrug 36,8 % und lag damit unterhalb des europaweiten Durchschnitts. Im Einzelnen erzielten die Parteien folgende Ergebnisse:

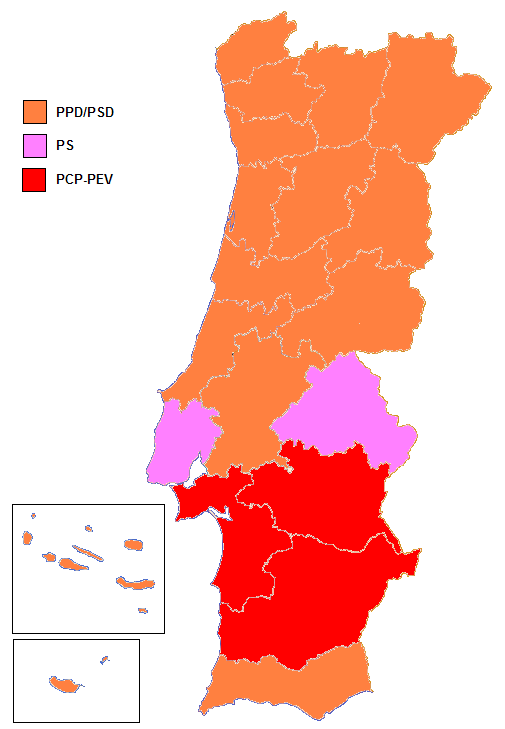
Meistgewählte Partei je Distrikt (PCP-PEV = CDU).

## Wahlergebnisse
| [ 1 ] [ 3 ]       | 2009      | 2009  | 2004      | 2004  | Differenz 2009−2004 | Differenz 2009−2004 |
| [ 1 ] [ 3 ]       | Anzahl    | %     | Anzahl    | %     | Anzahl              | %                   |
| ----------------- | --------- | ----- | --------- | ----- | ------------------- | ------------------- |
| Wahlberechtigte   | 9.704.559 | 100,0 | 8.821.456 | 100,0 | +883.103            |                     |
| Wahlbeteiligung   | 3.568.943 | 36,8  | 3.404.782 | 38,6  | +164.161            | −1,8                |
| Leere Stimmen     | 165.830   | 4,6   | 87.442    | 2,6   | +78.388             | +2,0                |
| Ungültige Stimmen | 69.918    | 2,0   | 47.224    | 1,4   | +22.694             | +0,6                |
| Gültige Stimmen   | 3.333.195 | 93,4  | 3.270.116 | 96,0  | +63.079             | −2,6                |

| Liste     | EP-Fraktion | Stimmen 2009 | Stimmen 2009 | Sitze 2009 | Stimmen 2004 | Stimmen 2004 | Sitze 2004 | Differenz 2009−2004 | Differenz 2009−2004 | Differenz 2009−2004 |
| Liste     | EP-Fraktion | Anzahl       | %            | Sitze 2009 | Anzahl       | %            | Sitze 2004 | Stimmen             | %                   | Sitze               |
| --------- | ----------- | ------------ | ------------ | ---------- | ------------ | ------------ | ---------- | ------------------- | ------------------- | ------------------- |
| PSD       | EVP         | 1.131.744    | 31,7         | 8          | 1.132.769    | 33,3         | 7          | +1.131.744          | +31,7               | +1                  |
| CDS-PP    | EVP         | 298.423      | 8,4          | 2          | 1.132.769    | 33,3         | 2          | +298.423            | +8,4                | ±0                  |
| PS        | S&D         | 946.818      | 26,5         | 7          | 1.516.001    | 44,5         | 12         | −569.183            | −18,0               | −5                  |
| BE        | GUE/NGL     | 382.667      | 10,7         | 3          | 167.313      | 4,9          | 1          | +215.354            | +5,8                | +2                  |
| CDU       | GUE-NGL     | 379.787      | 10,6         | 2          | 309.401      | 9,1          | 2          | +70.386             | +1,5                | ±0                  |
| MEP       |             | 55.072       | 1,5          |            | —            | —            |            | +55.072             | +1,5                |                     |
| PCTP/MRPP |             | 42.940       | 1,2          |            | 36.294       | 1,1          |            | +6.646              | +0,1                |                     |
| MPT       |             | 24.062       | 0,7          |            | 13.671       | 0,4          |            | +10.391             | +0,3                |                     |
| MMS       |             | 21.738       | 0,6          |            | —            | —            |            | +21.738             | +0,6                |                     |
| PH        |             | 17.139       | 0,5          |            | 13.272       | 0,4          |            | +3.867              | +0,1                |                     |
| PPM       |             | 14.414       | 0,4          |            | 15.454       | 0,5          |            | −1.040              | −0,1                |                     |
| PNR       |             | 13.214       | 0,4          |            | 8.405        | 0,3          |            | +4.809              | +0,1                |                     |
| POUS      |             | 5.177        | 0,2          |            | 4.275        | 0,1          |            | +902                | +0,1                |                     |
| Übrige    |             | —            | —            |            | 53.261       | 1,6          |            | −53.261             | −1,6                |                     |

## Gewählte Abgeordnete

### Partido Social Democrata
- Paulo Artur dos Santos Castro de Campos Rangel
- Carlos Miguel Maximiano de Almeida Coelho
- Maria da Graça Martins da Silva Carvalho
- Mário Henrique de Almeida Santos David
- Nuno Alexandre Pisco Pola Teixeira de Jesus
- Maria do Céu Patrão Neves de Frias Martins
- Regina Maria Pinto da Fonseca Ramos Bastos
- José Manuel Ferreira Fernandes

### Partido Socialista
- Vital Martins Moreira
- Edite de Fátima Santos Marreiros Estrela
- Luís Manuel Capoulas Santos
- Elisa Maria da Costa Guimarães Ferreira
- António Fernando Correia de Campos
- Luís Paulo de Serpa Alves
- Ana Maria Rosa Martins Gomes

### Bloco de Esquerda
- Miguel Sacadura Cabral Portas
- Maria Isabel dos Santos Matias
- Rui Miguel Marcelino Tavares Pereira

### Coligação Democrática Unitária
Für die Listenverbindung sind zwei Abgeordnete der PCP gewählt worden.
- Maria Ilda da Costa Figueiredo
- João Manuel Peixoto Ferreira

### Centro Democrático e Social - Partido Popular
- João Nuno Lacerda Teixeira de Melo
- Diogo Nuno de Gouveia Torres Feio